# Calamity Anne Takes a Trip
Calamity Anne Takes a Trip è un cortometraggio muto del 1913 diretto da Albert W. Hale.

## Produzione
Il film fu prodotto dall'American Film Manufacturing Company. Venne girato in California, a Venive.
Fa parte di una serie di dodici cortometraggi di genere western dedicati al personaggio di Calamity Anne, interpretata da Louise Lester.

## Distribuzione
Distribuito dalla Mutual Film, il film - un cortometraggio in una bobina - uscì nelle sale cinematografiche USA il 26 giugno 1913.